# 国際連合安全保障理事会決議の一覧 (301-400)
| 決議 | 日付           | 投票               | 備考                                                                     | 文書リンク                                            |
| --- | -------------- | ------------------ | ------------------------------------------------------------------------ | ----------------------------------------------------- |
| 1971年安全保障理事会理事国 中国 フランス イギリス アメリカ合衆国 ソビエト連邦 アルゼンチン ブルンジ ベルギー イタリア 日本 ニカラグア ポーランド シエラレオネ ソマリア シリア                                       |                |                    |                                                                          |                                                       |
| 301 | 1971年10月20日 | 採択 13-0-2        | 南西アフリカにおけるバントゥースタンに対する非難                         | 原文 日本語訳 ウィキソース(英語)                      |
| 302 | 1971年11月24日 | 採択 14-0-1        | ポルトガルの植民地政策に対する非難                                       | 原文 日本語訳 ウィキソース(英語)                      |
| 303 | 1971年12月6日  | 採択 11-0-4        | インド及びパキスタン関係に対する事務総長報告について                     | 原文 日本語訳 ウィキソース(英語)                      |
| 304 | 1971年12月8日  | 全会一致           | アラブ首長国連邦の加盟について                                           | 原文 日本語訳 ウィキソース(英語) ウィキソース日本語訳 |
| 305 | 1971年12月13日 | 全会一致           | 国際連合キプロス平和維持軍の活動期限延長                                 | 原文 日本語訳 ウィキソース(英語)                      |
| 306 | 1971年12月21日 | 全会一致           | 国際連合事務総長にクルト・ヴァルトハイムを選任                           | 原文 日本語訳 ウィキソース(英語)                      |
| 307 | 1971年12月21日 | 採択 13-0-2        | カシミール紛争における停戦勧告                                           | 原文 日本語訳 ウィキソース(英語)                      |
| 1972年安全保障理事会理事国 中国 フランス イギリス アメリカ合衆国 ソビエト連邦 アルゼンチン ベルギー ギニア インド イタリア 日本 パナマ ソマリア スーダン ユーゴスラビア                                             |                |                    |                                                                          |                                                       |
| 308 | 1972年1月19日  | 全会一致           | アフリカ統一機構の招待により、アディスアベバにて安保理開催の件について   | 原文 日本語訳 ウィキソース(英語)                      |
| 309 | 1972年2月4日   | 採択 14-0-0        | ナミビア情勢につき、事務総長を招請                                       | 原文 日本語訳 ウィキソース(英語)                      |
| 310 | 1972年2月4日   | 採択 13-0-2        | ナミビア情勢につき、南アフリカを非難                                     | 原文 日本語訳 ウィキソース(英語)                      |
| 311 | 1972年2月4日   | 採択 14-0-1        | 南アフリカにおけるアパルトヘイトを非難し、武器禁輸を要請                 | 原文 日本語訳 ウィキソース(英語)                      |
| 312 | 1972年2月4日   | 採択 9-0-6         | ポルトガルの植民地政策に対する非難                                       | 原文 日本語訳 ウィキソース(英語)                      |
| 313 | 1972年2月28日  | 全会一致           | イスラエルのレバノン領内における軍事行動を非難                           | 原文 日本語訳 ウィキソース(英語)                      |
| 314 | 1972年2月28日  | 採択 13-0-2        | 南ローデシアに対する経済制裁について                                     | 原文 日本語訳 ウィキソース(英語)                      |
| 315 | 1972年6月15日  | 採択 14-0-1        | 国際連合キプロス平和維持軍の活動期限延長                                 | 原文 日本語訳 ウィキソース(英語)                      |
| 316 | 1972年6月26日  | 採択 13-0-2        | イスラエルのレバノン領内における軍事行動を非難                           | 原文 日本語訳 ウィキソース(英語)                      |
| 317 | 1972年7月21日  | 採択 14-0-1        | イスラエルによるシリアおよびレバノンの軍事要員拘束に対する非難           | 原文 日本語訳 ウィキソース(英語)                      |
| 318 | 1972年7月28日  | 採択 14-0-1        | 南ローデシアに対する経済制裁違反に対する非難                             | 原文 日本語訳 ウィキソース(英語)                      |
| 319 | 1972年8月1日   | 採択 14-0-0        | ナミビア情勢に対する国連事務総長の対応について                           | 原文 日本語訳 ウィキソース(英語)                      |
| 320 | 1972年9月29日  | 採択 13-0-2        | 南ローデシアに対する経済制裁違反に対する非難                             | 原文 日本語訳 ウィキソース(英語)                      |
| 321 | 1972年10月23日 | 採択 12-0-3        | ポルトガル軍のセネガルへの越境行為を非難                                 | 原文 日本語訳 ウィキソース(英語)                      |
| 322 | 1972年11月22日 | 全会一致           | アフリカ統一機構によるポルトガル植民地領域における革命運動認知への対応   | 原文 日本語訳 ウィキソース(英語)                      |
| 323 | 1972年12月6日  | 採択 13-0-1        | ナミビア情勢に対する国連の関与について                                   | 原文 日本語訳 ウィキソース(英語)                      |
| 324 | 1972年12月12日 | 採択 14-0-1        | 国際連合キプロス平和維持軍の活動期限延長                                 | 原文 日本語訳 ウィキソース(英語)                      |
| 1973年安全保障理事会理事国 · 中国 フランス イギリス アメリカ合衆国 ソビエト連邦 · オーストラリア オーストリア ギニア インドネシア インド ケニア パナマ ペルー スーダン ユーゴスラビア                               |                |                    |                                                                          |                                                       |
| 325 | 1973年1月26日  | 全会一致           | パナマ市における安保理開催について                                       | 原文 日本語訳 ウィキソース(英語)                      |
| 326 | 1973年2月2日   | 採択 13-0-2        | ザンビアに対する南ローデシア・南アフリカの挑発行為を非難                 | 原文 日本語訳 ウィキソース(英語)                      |
| 327 | 1973年2月2日   | 採択 14-0-1        | 南ローデシアに対するザンビアの経済制裁強化への支援                       | 原文 日本語訳 ウィキソース(英語)                      |
| 328 | 1973年3月10日  | 採択 13-0-2        | 南ローデシアの人種差別政策に対する非難                                   | 原文 日本語訳 ウィキソース(英語)                      |
| 329 | 1973年3月10日  | 全会一致           | 南ローデシアに対する経済制裁により影響を受けるザンビアへの支援           | 原文 日本語訳 ウィキソース(英語)                      |
| 330 | 1973年3月21日  | 採択 12-0-3        | ラテンアメリカの平和と安全に対する決議                                   | 原文 日本語訳 ウィキソース(英語)                      |
| 331 | 1973年4月20日  | 全会一致           | 中東情勢に関して事務総長へ報告を要請                                     | 原文 日本語訳 ウィキソース(英語)                      |
| 332 | 1973年4月21日  | 採択 11-0-4        | イスラエルのレバノン領内における軍事行動を非難                           | 原文 日本語訳 ウィキソース(英語)                      |
| 333 | 1973年5月22日  | 採択 12-0-3        | 南ローデシアに対する経済制裁違反について、南アフリカとポルトガルを非難   | 原文 日本語訳 ウィキソース(英語)                      |
| 334 | 1973年6月16日  | 採択 14-0-1        | 国際連合キプロス平和維持軍の活動期限延長                                 | 原文 日本語訳 ウィキソース(英語)                      |
| 335 | 1973年6月22日  | 全会一致           | 東ドイツと西ドイツの加盟について                                         | 原文 日本語訳 ウィキソース(英語) ウィキソース日本語訳 |
| 336 | 1973年7月18日  | 全会一致           | バハマの加盟について                                                     | 原文 日本語訳 ウィキソース(英語) ウィキソース日本語訳 |
| 337 | 1973年8月15日  | 全会一致           | イスラエルによるレバノン航空機拿捕への非難                               | 原文 日本語訳 ウィキソース(英語)                      |
| 338 | 1973年10月22日 | 採択 14-0-0        | 第四次中東戦争に対する停戦決議                                           | 原文 日本語訳 ウィキソース(英語)                      |
| 339 | 1973年10月23日 | 採択 14-0-0        | 第四次中東戦争に対する停戦決議                                           | 原文 日本語訳 ウィキソース(英語)                      |
| 340 | 1973年10月25日 | 採択 14-0-0        | 第二次国際連合緊急軍の派遣について                                       | 原文 日本語訳 ウィキソース(英語)                      |
| 341 | 1973年10月27日 | 採択 14-0-0        | 第二次国際連合緊急軍の派遣期間について                                   | 原文 日本語訳 ウィキソース(英語)                      |
| 342 | 1973年12月11日 | 全会一致           | ナミビア情勢に対する事務総長報告について                                 | 原文 日本語訳 ウィキソース(英語)                      |
| 343 | 1973年12月14日 | 採択 14-0-1        | 国際連合キプロス平和維持軍の活動期限延長                                 | 原文 日本語訳 ウィキソース(英語)                      |
| 344 | 1973年12月15日 | 採択 10-0-4        | 中東和平会議について                                                     | 原文 日本語訳 ウィキソース(英語)                      |
| 1974年安全保障理事会理事国 · 中国 フランス イギリス アメリカ合衆国 ソビエト連邦 · オーストラリア オーストリア 白ロシア・ソビエト社会主義共和国 カメルーン コスタリカ インドネシア イラク ケニア モーリタニア ペルー |                |                    |                                                                          |                                                       |
| 345 | 1974年1月17日  | 無投票採択         | 中国語の国連公用語への追加に関して                                       | 原文 日本語訳 ウィキソース(英語)                      |
| 346 | 1974年4月8日   | 採択 13-0-0        | 第二次国際連合緊急軍への支援について                                     | 原文 日本語訳 ウィキソース(英語)                      |
| 347 | 1974年4月24日  | 採択 13-0-0        | イスラエルのレバノンに対する軍事行動への非難                             | 原文 日本語訳 ウィキソース(英語)                      |
| 348 | 1974年5月28日  | 採択 14-0-0        | イラン及びイラクの国境紛争に関して                                       | 原文 日本語訳 ウィキソース(英語)                      |
| 349 | 1974年5月29日  | 採択 14-0-1        | 国際連合キプロス平和維持軍の活動期限延長                                 | 原文 日本語訳 ウィキソース(英語)                      |
| 350 | 1974年5月31日  | 採択 13-0-0        | イスラエルとシリアの兵力引離しに関し、国際連合兵力引き離し監視軍を設立   | 原文 日本語訳 ウィキソース(英語)                      |
| 351 | 1974年6月10日  | 全会一致           | バングラデシュの加盟について                                             | 原文 日本語訳 ウィキソース(英語) ウィキソース日本語訳 |
| 352 | 1974年6月21日  | 全会一致           | グレナダの加盟について                                                   | 原文 日本語訳 ウィキソース(英語) ウィキソース日本語訳 |
| 353 | 1974年7月20日  | 全会一致           | トルコのキプロス侵攻を非難                                               | 原文 日本語訳 ウィキソース(英語)                      |
| 354 | 1974年7月23日  | 全会一致           | キプロス紛争における停戦要請                                             | 原文 日本語訳 ウィキソース(英語)                      |
| 355 | 1974年8月1日   | 採択 13-0-2        | キプロス紛争における停戦要請                                             | 原文 日本語訳 ウィキソース(英語)                      |
| 356 | 1974年8月12日  | 全会一致           | ギニアビサウの加盟について                                               | 原文 日本語訳 ウィキソース(英語) ウィキソース日本語訳 |
| 357 | 1974年8月14日  | 全会一致           | キプロス紛争における停戦要請                                             | 原文 日本語訳 ウィキソース(英語)                      |
| 358 | 1974年8月15日  | 全会一致           | キプロス紛争における停戦要請                                             | 原文 日本語訳 ウィキソース(英語)                      |
| 359 | 1974年8月15日  | 採択 14-0-0        | 国際連合キプロス平和維持軍に対する死傷者発生への懸念                     | 原文 日本語訳 ウィキソース(英語)                      |
| 360 | 1974年8月16日  | 採択 11-0-3        | キプロス情勢に関して軍事制裁の否決とトルコ軍の撤退要請                   | 原文 日本語訳 ウィキソース(英語)                      |
| 361 | 1974年8月30日  | 全会一致           | キプロスに対する人道支援要請                                             | 原文 日本語訳 ウィキソース(英語)                      |
| 362 | 1974年10月23日 | 採択 13-0-0        | 第二次国際連合緊急軍の活動期限延長                                       | 原文 日本語訳 ウィキソース(英語)                      |
| 363 | 1974年11月29日 | 採択 13-0-0        | 国際連合兵力引き離し監視軍の活動期限延長                                 | 原文 日本語訳 ウィキソース(英語)                      |
| 364 | 1974年12月13日 | 採択 14-0-0        | 国際連合キプロス平和維持軍の活動期限延長                                 | 原文 日本語訳 ウィキソース(英語)                      |
| 365 | 1974年12月13日 | 合意により採択     | 総会決議3212号を承認し、キプロスにおける外国勢力の撤退と干渉の禁止を決議 | 原文 日本語訳 ウィキソース(英語)                      |
| 366 | 1974年12月17日 | 全会一致           | ナミビア情勢について、南アフリカの違法統治を非難                         | 原文 日本語訳 ウィキソース(英語)                      |
| 1975年安全保障理事会理事国 · 中国 フランス イギリス アメリカ合衆国 ソビエト連邦 · 白ロシア・ソビエト社会主義共和国 カメルーン コスタリカ ガイアナ イラク イタリア 日本 モーリタニア スウェーデン タンザニア         |                |                    |                                                                          |                                                       |
| 367 | 1975年3月12日  | 無投票採択         | 北キプロスにおける「キプロストルコ人連邦国家」の独立宣言を非難           | 原文 日本語訳 ウィキソース(英語)                      |
| 368 | 1975年4月17日  | 採択 13-0-0        | 第二次国際連合緊急軍の活動期限延長                                       | 原文 日本語訳 ウィキソース(英語)                      |
| 369 | 1975年5月28日  | 採択 13-0-0        | 国際連合兵力引き離し監視軍の活動期限延長                                 | 原文 日本語訳 ウィキソース(英語)                      |
| 370 | 1975年6月13日  | 採択 14-0-0        | 国際連合キプロス平和維持軍の活動期限延長                                 | 原文 日本語訳 ウィキソース(英語)                      |
| 371 | 1975年7月24日  | 採択 13-0-0        | 第二次国際連合緊急軍の活動期限延長                                       | 原文 日本語訳 ウィキソース(英語)                      |
| 372 | 1975年8月18日  | 全会一致           | カーボベルデの加盟について                                               | 原文 日本語訳 ウィキソース(英語) ウィキソース日本語訳 |
| 373 | 1975年8月18日  | 全会一致           | サントメ・プリンシペの加盟について                                       | 原文 日本語訳 ウィキソース(英語) ウィキソース日本語訳 |
| 374 | 1975年8月18日  | 全会一致           | モザンビークの加盟について                                               | 原文 日本語訳 ウィキソース(英語) ウィキソース日本語訳 |
| 375 | 1975年9月22日  | 全会一致           | パプアニューギニアの加盟について                                         | 原文 日本語訳 ウィキソース(英語) ウィキソース日本語訳 |
| 376 | 1975年10月17日 | 採択 14-0-1        | コモロの加盟について                                                     | 原文 日本語訳 ウィキソース(英語) ウィキソース日本語訳 |
| 377 | 1975年10月22日 | 全会一致           | スペイン領サハラに関し、関係諸勢力に協議の要請                           | 原文 日本語訳 ウィキソース(英語)                      |
| 378 | 1975年10月23日 | 採択 13-0-0        | 第二次国際連合緊急軍の活動期限延長                                       | 原文 日本語訳 ウィキソース(英語)                      |
| 379 | 1975年11月2日  | 合意により採択     | スペイン領サハラに関し、関係諸勢力に協議の要請                           | 原文 日本語訳 ウィキソース(英語)                      |
| 380 | 1975年11月6日  | 合意により採択     | モロッコによる緑の行進を非難                                             | 原文 日本語訳 ウィキソース(英語)                      |
| 381 | 1975年11月30日 | 採択 9-0-3         | 国際連合兵力引き離し監視軍の活動期限延長                                 | 原文 日本語訳 ウィキソース(英語)                      |
| 382 | 1975年12月1日  | 全会一致           | スリナムの加盟について                                                   | 原文 日本語訳 ウィキソース(英語) ウィキソース日本語訳 |
| 383 | 1975年12月13日 | 採択 14-0-0        | 国際連合キプロス平和維持軍の活動期限延長                                 | 原文 日本語訳 ウィキソース(英語)                      |
| 384 | 1975年12月22日 | 全会一致           | インドネシアによる東ティモール侵攻を非難                                 | 原文 日本語訳 ウィキソース(英語)                      |
| 1976年安全保障理事会理事国 · 中国 フランス イギリス アメリカ合衆国 ソビエト連邦 · ベナン ガイアナ イタリア 日本 リビア パキスタン パナマ ルーマニア スウェーデン タンザニア                                         |                |                    |                                                                          |                                                       |
| 385 | 1976年1月30日  | 全会一致           | ナミビア情勢について、南アフリカの違法統治を非難                         | 原文 日本語訳 ウィキソース(英語)                      |
| 386 | 1976年3月17日  | 全会一致           | 南ローデシアによるモザンビークへの挑発行為を非難                         | 原文 日本語訳 ウィキソース(英語)                      |
| 387 | 1976年3月31日  | 採択 9-0-5         | 南アフリカによるアンゴラ侵攻を非難                                       | 原文 日本語訳 ウィキソース(英語)                      |
| 388 | 1976年4月6日   | 全会一致           | 南ローデシアに対する経済制裁の確認                                       | 原文 日本語訳 ウィキソース(英語)                      |
| 389 | 1976年4月22日  | 採択 12-0-2        | インドネシアによる東ティモール占領を非難                                 | 原文 日本語訳 ウィキソース(英語)                      |
| 390 | 1976年5月28日  | 採択 13-0-0        | 国際連合兵力引き離し監視軍の活動期限延長                                 | 原文 日本語訳 ウィキソース(英語)                      |
| 391 | 1976年6月15日  | 採択 13-0-0        | 国際連合キプロス平和維持軍の活動期限延長                                 | 原文 日本語訳 ウィキソース(英語)                      |
| 392 | 1976年6月19日  | 合意により採択     | ソウェト蜂起に鑑み南アフリカのアパルトヘイトを非難                       | 原文 日本語訳 ウィキソース(英語)                      |
| 393 | 1976年7月30日  | 採択 14-0-1        | 南アフリカによるザンビア攻撃を非難                                       | 原文 日本語訳 ウィキソース(英語)                      |
| 394 | 1976年8月16日  | 全会一致           | セーシェルの加盟について                                                 | 原文 日本語訳 ウィキソース(英語) ウィキソース日本語訳 |
| 395 | 1976年8月25日  | 全会一致           | ギリシアとトルコ間の緊張緩和に向け、対話を要請                           | 原文 日本語訳 ウィキソース(英語)                      |
| 396 | 1976年10月22日 | 採択 13-0-0        | 第二次国際連合緊急軍の活動期限延長                                       | 原文 日本語訳 ウィキソース(英語)                      |
| 397 | 1976年11月22日 | 採択 13-0-1        | アンゴラの加盟について                                                   | 原文 日本語訳 ウィキソース(英語) ウィキソース日本語訳 |
| 398 | 1976年11月30日 | 採択 12-0-0        | 国際連合兵力引き離し監視軍の活動期限延長                                 | 原文 日本語訳 ウィキソース(英語)                      |
| 399 | 1976年12月1日  | 全会一致           | 西サモアの加盟について                                                   | 原文 日本語訳 ウィキソース(英語) ウィキソース日本語訳 |
| 400 | 1976年12月7日  | 採択（非公開会議） | 国際連合事務総長にクルト・ヴァルトハイムを再任                           | 原文 日本語訳 ウィキソース(英語)                      |